# Güßgraben (Aalbach)
Der Güßgraben ist ein ca. 6 km langes Trockental, das in der Nähe von Gut Greußenheim als Hirschlochgraben beginnt und sich südwärts als Holzbuchgraben und Fußgraben, später westwärts als Güßgraben erstreckt und bei Roßbrunn in das Tal des von Osten kommenden Aalbachs mündet.

## Flusssystem Aalbach
- Fließgewässer im Flusssystem Aalbach